# 牛栏坑遗址
牛栏坑遗址，位于中国广东省河源市连平县忠信镇小柘村，为河源市连平县的一个县级文物保护单位，类型为古遗址，公布时间为1986年1月。
牛栏坑遗址的历史年代为战国。